# Hélio Alves de Oliveira
Hélio Alves de Oliveira foi economista, escritor e político brasileiro que exerceu mandatos de vereador, prefeito e deputado estadual e escreveu diversos livros de administração, economia entre outros.
Foi eleito, em 3 de outubro de 1950, deputado estadual, pelo PL, para a 38ª Legislatura da Assembleia Legislativa do Rio Grande do Sul, de 1951 a 1955.
Na época em que foi Prefeito Municipal de Montenegro, o município recebeu o título de cidade mais progressista do Brasil. o diploma foi entregue, pessoalmente, pelo Presidente Jucelino kubitschek. Hélio Alves foi prefeito em duas oportunidades. Nas suas gestões, Montenegro teve um grande crescimento com a implantação da rede elétrica e telefonia no interior do município. Como vereador, apresentou projeto de lei criando a Biblioteca Pública Municipal que, mais tarde, recebeu o seu nome. A homenagem foi feita em vida e o projeto foi de autoria da Vereadora Rose Almeida. Ainda como prefeito, criou o novo Balneário Municipal e a estrada de acesso ao Morro São João. Foi ainda Chefe de Gabinete do Secretário Estadual de Administração e do Vice-Governador do Estado do Rio Grande do Sul. No litoral norte, como veranista da praia do Imbé, criou a Associação dos Amigos do Imbé Norte.